# Voetbalelftal van Bosnië en Herzegovina in 2006
Het Bosnisch voetbalelftal speelde in totaal acht interlands in het jaar 2006, waaronder vier wedstrijden in de kwalificatiereeks voor de EK-eindronde 2008 in Oostenrijk en Zwitserland. De ploeg stond voor het vijfde opeenvolgende jaar onder leiding van Blaž Slišković. Hij stapte op na de laatste wedstrijd van Bosnië in 2006, op 11 oktober tegen regerend Europees kampioen Griekenland. Op de in 1993 geïntroduceerde FIFA-wereldranglijst steeg Bosnië in 2006 van de 64ste (januari 2006) naar de 59ste plaats (december 2006). Vier spelers kwamen in 2006 in alle acht duels in actie, van de eerste tot en met de laatste minuut: Saša Papac, Zlatan Bajramović, Sergej Barbarez en Mladen Bartolović.

## Balans
| Wedstrijden | Wedstrijden | Wedstrijden | Wedstrijden | Doelpunten | Doelpunten | Doelpunten | Punten |
| Gespeeld    | Winst       | Gelijk      | Verlies     | Voor       | Tegen      | Saldo      | Punten |
| ----------- | ----------- | ----------- | ----------- | ---------- | ---------- | ---------- | ------ |
| 8           | 1           | 2           | 5           | 22         | 13         | +9         | 0.500  |

## Interlands
|                                                                 |                                               |       |                                           |                                                                                        |
| 28 februari Vriendschappelijk № 91 «onderlinge duels» 19:20 uur | Bosnië en Herz.                               | 2 – 2 | Japan                                     | Signal Iduna Park, Dortmund Toeschouwers: 7.000 Scheidsrechter: Franz-Xaver Wack (GER) |
| 28 februari Vriendschappelijk № 91 «onderlinge duels» 19:20 uur | Zvjezdan Misimović 57' (pen.) Emir Spahić 67' |       | 45' Naohiro Takahara 90' Hidetoshi Nakata | Signal Iduna Park, Dortmund Toeschouwers: 7.000 Scheidsrechter: Franz-Xaver Wack (GER) |

|                                                            |                                   |       |                |                                                                                          |
| 26 mei Vriendschappelijk № 92 «onderlinge duels» 20:00 uur | Zuid-Korea                        | 2 – 0 | Bosnië en Her. | Seoul World Cup Stadion, Seoul Toeschouwers: 64.836 Scheidsrechter: Yim Yau Cheung (HKG) |
| 26 mei Vriendschappelijk № 92 «onderlinge duels» 20:00 uur | Ki-Hyeon Seol 50' Jae-Jin Cho 90' |       |                | Seoul World Cup Stadion, Seoul Toeschouwers: 64.836 Scheidsrechter: Yim Yau Cheung (HKG) |

|                                                            |                                                                                                  |       |                                           |                                                                                          |
| 31 mei Vriendschappelijk № 93 «onderlinge duels» 20:00 uur | Iran                                                                                             | 5 – 2 | Bosnië en Her.                            | Azadi Stadion, Teheran Toeschouwers: 50.000 Scheidsrechter: Subkhiddin Mohd Salleh (MAS) |
| 31 mei Vriendschappelijk № 93 «onderlinge duels» 20:00 uur | Mehrzad Madanchi 26' Rahman Rezaei 44' Vahid Hashemian 45' Reza Enayati 89' Rasoul Khatibi 90+1' |       | 4' Zvjezdan Misimović 17' Sergej Barbarez | Azadi Stadion, Teheran Toeschouwers: 50.000 Scheidsrechter: Subkhiddin Mohd Salleh (MAS) |

|                                                                 |                     |       |                                       |                                                                                      |
| 16 augustus Vriendschappelijk № 94 «onderlinge duels» 20:00 uur | Bosnië en Herz.     | 1 – 2 | Frankrijk                             | Koševo Stadion, Sarajevo Toeschouwers: 35.000 Scheidsrechter: Franz-Xaver Wack (GER) |
| 16 augustus Vriendschappelijk № 94 «onderlinge duels» 20:00 uur | Sergej Barbarez 15' |       | 41' William Gallas 90' Julien Faubert | Koševo Stadion, Sarajevo Toeschouwers: 35.000 Scheidsrechter: Franz-Xaver Wack (GER) |

|                                                               |                                  |       | |                                                                                       |
| 2 september EK-kwalificatie № 95 «onderlinge duels» 19:15 uur | Malta                            | 2 – 5 | Bosnië en Her.                                                                                     | Ta' Qali Stadium, Ta' Qali Toeschouwers: 5.000 Scheidsrechter: Thomas Vejlgaard (DEN) |
| 2 september EK-kwalificatie № 95 «onderlinge duels» 19:15 uur | Jamie Pace 6' Michael Mifsud 85' |       | 4' Sergej Barbarez 10' Mirko Hrgović 45' Mirko Hrgović 48' Zlatan Muslimović 50' Zlatan Muslimović | Ta' Qali Stadium, Ta' Qali Toeschouwers: 5.000 Scheidsrechter: Thomas Vejlgaard (DEN) |

|                                                               |                        |       |                                                           |                                                                                  |
| 6 september EK-kwalificatie № 96 «onderlinge duels» 20:15 uur | Bosnië en Herz.        | 1 – 3 | Hongarije                                                 | Bilino Polje, Zenica Toeschouwers: 13.000 Scheidsrechter: Costas Kapitanis (CYP) |
| 6 september EK-kwalificatie № 96 «onderlinge duels» 20:15 uur | Zvjezdan Misimović 64' |       | 36' (pen.) Szabolcs Huszti 46' Zoltán Gera 49' Pál Dardai | Bilino Polje, Zenica Toeschouwers: 13.000 Scheidsrechter: Costas Kapitanis (CYP) |

|                                                             |                                                  |       |                                        |                                                                                      |
| 7 oktober EK-kwalificatie № 95 «onderlinge duels» 19:00 uur | Moldavië                                         | 2 – 2 | Bosnië en Her.                         | Zimbru Stadion, Chisinau Toeschouwers: 11.000 Scheidsrechter: Hervé Piccirillo (FRA) |
| 7 oktober EK-kwalificatie № 95 «onderlinge duels» 19:00 uur | Serghei Rogaciov 13' Serghei Rogaciov 32' (pen.) |       | 63' Zvjezdan Misimović 68' Ivica Grlić | Zimbru Stadion, Chisinau Toeschouwers: 11.000 Scheidsrechter: Hervé Piccirillo (FRA) |

|                                                              |                 | |             |                                                                                |
| 11 oktober EK-kwalificatie № 98 «onderlinge duels» 20:15 uur | Bosnië en Herz. | 0 – 4                                                                                                | Griekenland | Bilino Polje, Zenica Toeschouwers: 10.000 Scheidsrechter: Yuriy Baskakov (RUS) |
| 11 oktober EK-kwalificatie № 98 «onderlinge duels» 20:15 uur |                 | 8' (pen.) Angelos Charisteas 82' Christos Patsatzoglou 85' Georgios Samaras 90+2' Kostas Katsouranis |             | Bilino Polje, Zenica Toeschouwers: 10.000 Scheidsrechter: Yuriy Baskakov (RUS) |

## FIFA-wereldranglijst
| JAN | FEB | MAR | APR | MEI | JUN | JUL | AUG | SEP | OKT | NOV | DEC |
| --- | --- | --- | --- | --- | --- | --- | --- | --- | --- | --- | --- |
| 64  | 65  | 64  | 63  | 63  | 63  | 43  | 42  | 54  | 58  | 59  | 59  |

## Statistieken
| Kenan Hasagić       | 1980-02-01 | Gaziantepspor       | 6 | 0 | 0 | 22 | 0 |
| Romeo Mitrović      | 1979-07-12 | NK Zrinjski Mostar  | 2 | 0 | 0 |    |   |
| Almir Tolja         | 1974-10-25 | Saba Battery        | 0 | 1 | 0 |    |   |
| Verdediging         |            |                     |   |   |   |    |   |
| Saša Papac          | 1980-02-07 | Glasgow Rangers     | 8 | 0 | 0 |    |   |
| Vedin Musić         | 1973-03-11 | Treviso FBC         | 4 | 0 | 0 |    |   |
| Emir Spahić         | 1980-08-18 | Lokomotiv Moskou    | 3 | 1 | 1 |    |   |
| Velimir Vidić       | 1979-04-12 | NK Zrinjski Mostar  | 3 | 1 | 0 |    |   |
| Branimir Bajić      | 1979-10-19 | Partizan Belgrado   | 3 | 0 | 0 |    |   |
| Džemal Berberović   | 1981-11-05 | Litex Lovech        | 3 | 0 | 0 |    |   |
| Vukašin Trivunović  | 1983-03-13 | FK Sarajevo         | 1 | 2 | 0 |    |   |
| Nikola Vasiljević   | 1983-12-19 | Jeju United         | 1 | 1 | 0 |    |   |
| Muhamed Konjić      | 1970-05-14 | Derby County        | 1 | 0 | 0 | 39 | 3 |
| Ninoslav Milenković | 1977-12-31 | Germinal Beerschot  | 0 | 4 | 0 |    |   |
| Middenveld          |            |                     |   |   |   |    |   |
| Zlatan Bajramović   | 1979-08-12 | Schalke 04          | 8 | 0 | 0 |    |   |
| Zvjezdan Misimović  | 1982-06-05 | VfL Bochum          | 7 | 1 | 4 |    |   |
| Mirko Hrgović       | 1979-02-05 | Hajduk Split        | 5 | 3 | 2 |    |   |
| Dalibor Šilić       | 1979-01-23 | NK Široki Brijeg    | 3 | 1 | 0 |    |   |
| Ivica Grlić         | 1975-08-26 | MSV Duisburg        | 2 | 3 | 1 |    |   |
| Vladan Grujić       | 1981-05-17 | FK Sarajevo         | 2 | 3 | 0 |    |   |
| Admir Vladavić      | 1982-06-29 | MŠK Žilina          | 1 | 3 | 0 |    |   |
| Mirsad Bešlija      | 1979-07-06 | Heart of Midlothian | 1 | 2 | 0 |    |   |
| Dario Damjanović    | 1981-07-23 | Hajduk Split        | 1 | 0 | 0 |    |   |
| Dušan Kerkez        | 1979-05-01 | HNK Rijeka          | 1 | 0 | 0 |    |   |
| Hasan Salihamidžić  | 1977-01-01 | Bayern München      | 1 | 0 | 0 |    |   |
| Senijad Ibričić     | 1985-09-26 | NK Zagreb           | 0 | 4 | 0 |    |   |
| Edin Husić          | 1985-11-10 | HNK Orašje          | 0 | 1 | 0 |    |   |
| Sergej Jakirović    | 1976-12-23 | SV Pasching         | 0 | 1 | 0 |    |   |
| Sulejman Smajić     | 1984-08-13 | NK Zrinjski Mostar  | 0 | 1 | 0 |    |   |
| Aanval              |            |                     |   |   |   |    |   |
| Sergej Barbarez     | 1971-09-17 | Bayer 04 Leverkusen | 8 | 0 | 3 |    |   |
| Mladen Bartolović   | 1977-04-10 | Hajduk Split        | 8 | 0 | 0 |    |   |
| Zlatan Muslimović   | 1981-03-06 | Parma FC            | 2 | 0 | 2 |    |   |
| Elvir Bolić         | 1971-10-10 | HNK Rijeka          | 1 | 0 | 0 |    |   |
| Nedim Halilović     | 1979-07-01 | Örebro SK           | 1 | 0 | 0 |    |   |
| Alen Škoro          | 1981-03-30 | Grazer AK           | 1 | 0 | 0 |    |   |
| Petar Jelić         | 1986-10-18 | FC Carl Zeiss Jena  | 0 | 2 | 0 |    |   |
| Ivan Jolić          | 1980-05-18 | Hapoel Tel Aviv     | 0 | 1 | 0 |    |   |
| Admir Raščić        | 1981-09-16 | NK Bela Krajina     | 0 | 1 | 0 |    |   |

N/FS BiH · A-internationals · Bondscoaches · Statistieken · Bosnisch vrouwenelftal · Bosnië U23 · Bosnië U21 · Bosnië U19 · Bosnië U18 · Bosnië U17 · Bosnië U16
1995 – 1999 ·
2000 – 2009 ·
2010 – 2019 ·
2020 − 2029
WK 2014
1995 · 
1996 · 
1997 · 
1998 · 
1999 · 
2000 · 
2001 · 
2002 · 
2003 · 
2004 · 
2005 · 
2006 · 
2007 · 
2008 · 
2009 · 
2010 · 
2011 · 
2012 · 
2013 · 
2014 · 
2015 · 
2016 · 
2017 · 
2018 ·
2019 ·
2020 ·
2021 ·
2022 ·
2023 ·
2024
Albanië ·
Algerije ·
Andorra ·
Argentinië ·
Armenië ·
Azerbeidzjan ·
Bahrein ·
Bangladesh ·
België ·
Brazilië · 
Bulgarije ·
Chili ·
China ·
Costa Rica ·
Cyprus ·
Denemarken ·
Duitsland ·
Egypte ·
Engeland ·
Estland ·
Faeröer ·
Finland ·
Frankrijk ·
Georgië ·
Ghana ·
Gibraltar ·
Griekenland ·
Hongarije ·
Ierland · 
IJsland ·
Indonesië ·
Iran ·
Israël ·
Italië ·
Ivoorkust ·
Japan ·
Joegoslavië · 
Jordanië ·
Kazachstan ·
Koeweit ·
Kroatië ·
Letland ·
Liechtenstein ·
Litouwen ·
Luxemburg ·
Maleisië ·
Malta ·
Mexico ·
Moldavië ·
Montenegro ·
Nederland ·
Nigeria ·
Noord-Ierland ·
Noord-Macedonië ·
Noorwegen ·
Oekraïne ·
Oezbekistan ·
Oman ·
Oostenrijk ·
Paraguay ·
Polen ·
Portugal ·
Qatar ·
Roemenië ·
San Marino ·
Schotland ·
Senegal ·
Servië en Montenegro ·
Slovenië ·
Slowakije ·
Spanje ·
Tsjechië ·
Tunesië · 
Turkije ·
Verenigde Staten · 
Vietnam ·
Wales ·
Wit-Rusland ·
Zimbabwe ·
Zuid-Korea ·
Zweden ·
Zwitserland
Argentinië (2014) ·
Iran (2014) ·
Nigeria (2014)